# Fabian Nicieza
Fabian Nicieza, född 31 december 1961 i Buenos Aires, är en amerikansk författare och förläggare som tillsammans med Rob Liefeld skapat Deadpool och X-Force.